# Kawai
K.K. Kawai Gakki Seisakusho (japanisch 株式会社河合楽器製作所, Kabushiki-gaisha ~, dt. „Musikinstrumenteherstellung Kawai“, engl. Kawai Musical Instruments Manufacturing Co., Ltd.) ist ein japanisches Unternehmen mit Hauptsitz in Hamamatsu, das Flügel, Klaviere, Digitalpianos sowie ein speziell für Klavieraufnahmen entwickeltes professionelles Aufnahmegerät herstellt.

## Geschichte
Die Geschichte des Unternehmens geht zurück auf das Jahr 1927, als Koichi Kawai, Mitarbeiter von „Yamaha Gakki“ (heute Yamaha Corporation), sich selbstständig machte und seine ersten Orgeln und Klaviere baute. Der im Jahr 2024 verstorbene Firmenchef Hirotaka Kawai war der Enkel des Firmengründers und hatte den Firmenvorsitz von seinem Vater Shigeru Kawai übernommen. Sein Nachfolger wurde der bisherige Vizepräsident Kentaro Kawai.
Seit den 1980er Jahren produziert Kawai auch elektrische Musikinstrumente, vor allem Keyboards. Die ersten Synthesizer trugen teilweise das Label Teisco. Zu einer gewissen Berühmtheit gelangte das Synthesizermodell K-5, weil der Filmkomponist Jan Hammer es für den Soundtrack zur amerikanischen TV-Serie Miami Vice verwendete. Bei diesem Instrument wurde zur Klangerzeugung die Technik der additiven Synthese angewandt. Kawai fertigte auch akustische und elektrische Gitarren, Drum-Computer (R-50 bzw. R-50e, R-100) und Homestudio-Equipment, wie Aktivlautsprecher, Kleinstmischpulte, Equalizer oder Midi-Mixer (MM-16).
Im elektronischen Bereich werden von Kawai derzeit Digitalpianos und Orgeln (Orgeln nicht in Deutschland erhältlich) hergestellt. Aus der Fertigung von Synthesizern und Portable Keyboards zog sich das Unternehmen vor einigen Jahren zurück. Kawai fertigt auch Sportgeräte und ist auch in der Metall- und Holzverarbeitung tätig, so werden zum Beispiel Teile der Toyota-Lexus-Fahrzeuge bei Kawai angefertigt.
Kawai baut (Stand 2. Februar 2022) für Steinway & Sons deren Boston-Klaviere und Flügel.
1998 erhielt das Unternehmen das ISO 14001-Zertifikat für Umweltschutz.
Die Europa-Zentrale befindet sich seit 1990 in Krefeld.

## Produkte

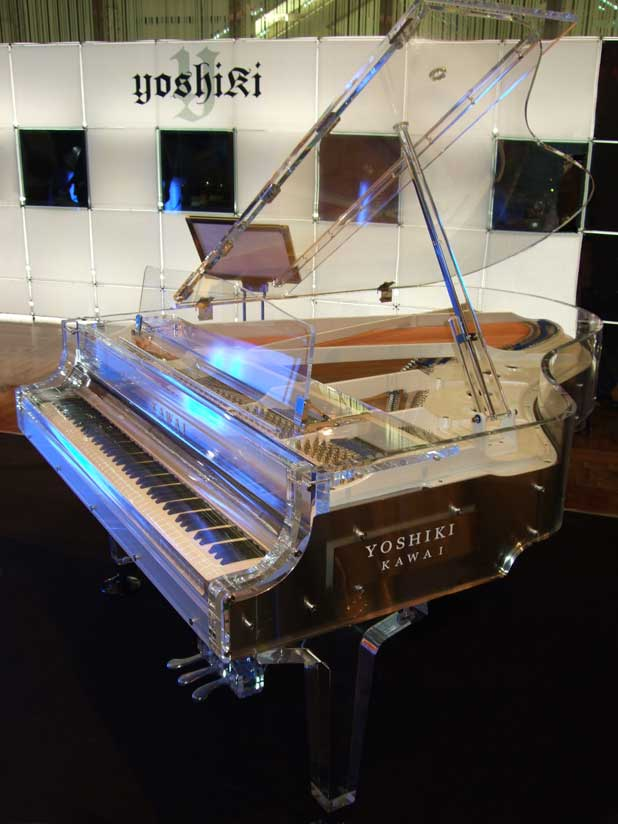
Kawai Glasflügel, Crystal Grand CR-40A

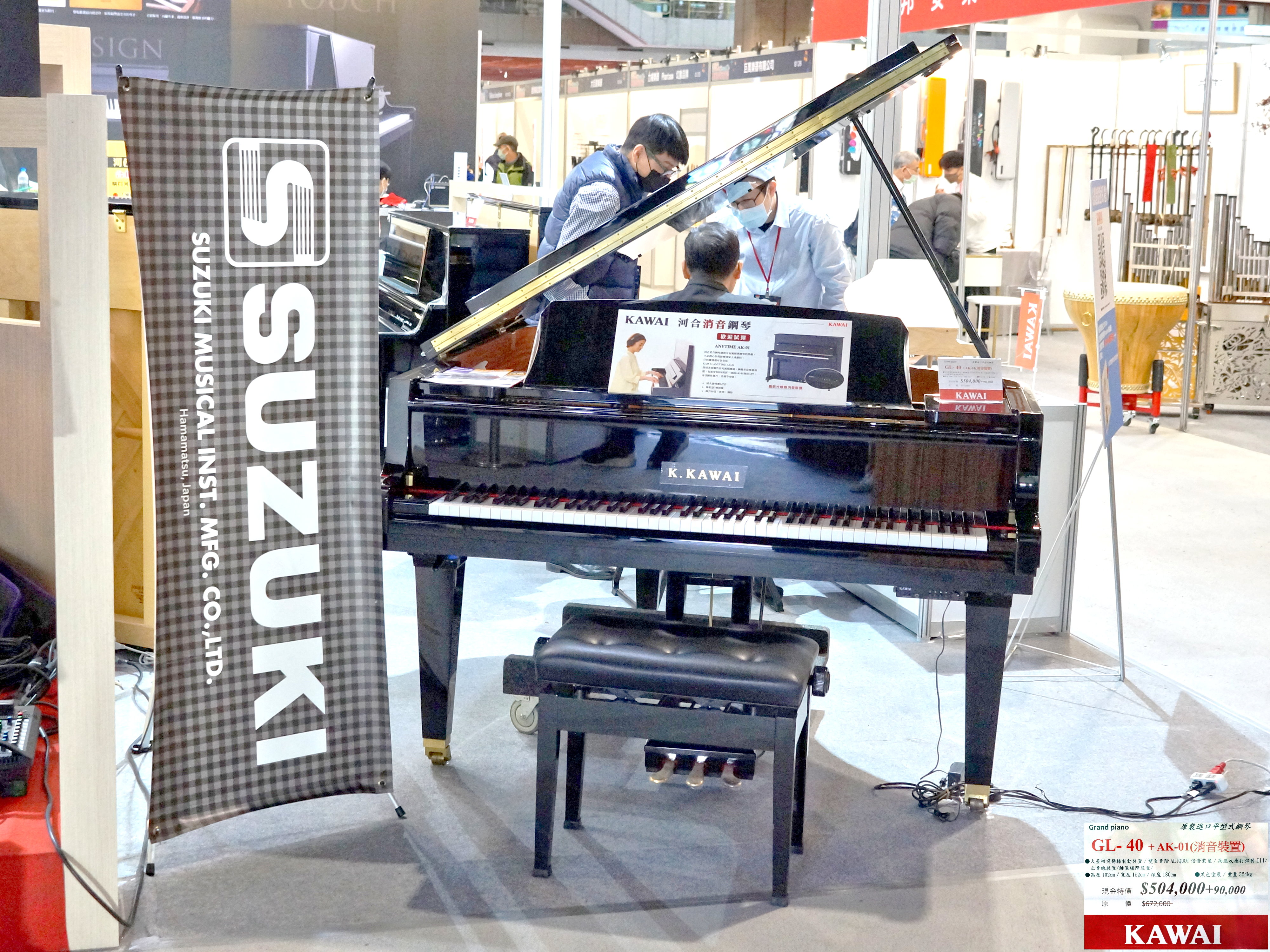
Ein Kawai GL-40 bei Hong Ho Musical Wooden Works

Kawai fertigt heute Flügel, Klaviere und Digitalpianos sowie das speziell für Klavieraufnahmen entwickelte professionelle Aufnahmegerät PR-1. Neben den Flügelserien GE, GM und RX ist besonders die EX-Serie bekannt. Die größte Bauart, der EX-Konzertflügel, ist 276 cm lang. Bei einigen Modellen wird eine Stummschaltung, das Anytime-System, angeboten. Diese Instrumente tragen den Zusatz ATX. Flaggschiff der Kawai-Flügel ist die nach dem Sohn des Firmengründers benannte Serie Shigeru Kawai. Diese Flügel werden jährlich in limitierter Stückzahl in Handarbeit gefertigt und nur in wenigen lizenzierten Geschäften verkauft. Ein Shigeru-Käufer wird nach Aufstellung und anfänglichem Angleichen des Instruments dann von einem japanischen Meistertechniker besucht, der den Flügel auf die akustischen Verhältnisse am Standort anpasst und intoniert. Dieser Service ist im Kaufpreis enthalten.
Kawais beste Digitalpianos sind mit Echtholztastatur und Klavier-Resonanzboden ausgestattet. Die größtmögliche Nähe zu einem akustischen Klavier erreicht Kawai nach eigenen Angaben mit seinem Digitalpiano NV 5. Auf dem Gebiet der Stage Pianos ist Kawai mit den Modellen MP7 und MP11 vertreten, die sich der Technologie des Progressive Harmonic Imaging und Ultra Progressive Harmonic Imaging bedienen, um das Zusammenschwingen der Klaviersaiten wiedergeben zu können, was für die Nachstellung des Klangs eines akustischen Klaviers unabdingbar ist. Einige Komponenten wie Lautsprecher und DSP-Einheiten bezieht Kawai von Onkyo
Kawai-Instrumente sind aufgrund ihrer hohen Qualität und ihres nuancenreichen Klangs weltweit in großen Musikhäusern, Konzertsälen, bei internationalen Musikfestivals und Wettbewerben sowie an Konservatorien und Musikschulen etabliert.